# Banpresto
Banpresto Co., Ltd. (株式会社バンプレスト Kabushiki gaisha Banpuresuto?) är ett japanskt leksaksföretag, och en tidigare spelutvecklare och förlag, med huvudkontor i Shinagawa Seaside West Building i Shinagawa, Tokyo.

### Fotnoter
1. ↑  hämtat från: ryskspråkiga Wikipedia.[källa från Wikidata]